# Cachupín (historieta)
Cachupín fue un personaje de historieta dibujado en la revista Estadio por Renato Andrade Alarcón, más conocido como Nato.

## Trayectoria editorial
Renato Andrade Alarcón ("Nato") se desempeñaba como dibujante en la sección “Migajas” de la revista Estadio desde 1941. La historieta se publicó en forma semanal desde la revista N.º 48 del 16 de julio de 1943, página 3, hasta la N.º 1715 del 22 de junio de 1976, página 38. 
La segunda etapa en la revista Estadio fue más breve, solo seis meses durante 1979, desde la edición N.º 1870 del 13 de junio, páginas 12 y 13, y hasta la 1898 del 27 de diciembre, página 39, siendo en este período publicado a página completa, desde su segunda publicación en la edición 1871.
Cachupín era un personaje pícaro, aficionado a todos los deportes, su permanencia de 30 años de vigencia lo transformó en símbolo de la revista deportiva más importante de Chile.
En 2002 Nato publicó su cómic deportivo Cachupín 1, libro de tamaño media carta con 33 páginas con divertidas aventuras.
Con la identificación de Nato como creador del personaje y de las historietas, Cachupín volvería a publicarse en diciembre de 2007 como un libro de 120 páginas, que recopiló 110 historietas desde las páginas de la revista Estadio, (impresas entre los años 1943 y 1946), además incluye un chiste publicado en la revista Barrabases en 1956 y tiras que Nato envió como saludo en 2002 al compilador José Blanco Jiménez (Joblar).
La revista Nueva Era Revista Estadio, desde su edición N.º 8 de marzo de 2008, incluyó en sus páginas la reproducción de las antiguas mini-historietas publicadas en la revista Estadio.

## Aventuras
- En la edición de Revista Estadio N.º 342, Cachupín se consagra campeón con Universidad Católica, pero como no le consideran un jugador destacado nadie quiso cambiarle la camiseta.[3]
- En la edición de Revista Estadio N.º 469, el medio promocionaba un concurso en el cual dos lectores podrían viajar a los Juegos Olímpicos de Helsinki 1952 si conservaban en perfecto estado las publicaciones anteriores y ganaban un sorteo. El tema fue abordado en la historieta. Cachupín dormía con sus revistas al lado y soñaba con el viaje, pero su esposa vende las ediciones al otro día.[4]
- En la edición de Revista Estadio N.º 580, Cachupín oficiaba de entrenador y elige a un jugador con las piernas arqueadas hacia afuera, le da confianza y en el partido reciben un gol de tiro libre que pasa entre las piernas de ese jugador.[5]
- En la edición de Revista Estadio N.º 733, Cachupín era boxeador y le solicita a un fotógrafo que tome buenas imágenes de la pelea. El fotógrafo lo capta cuando cae a la lona.[6]
- En la edición de Revista Estadio N.º 762, Cachupín viaja junto a su familia siguiendo la definición del descenso, como tal instancia finalmente se prolonga a partidos extras la familia lo abandona.[7]
- En la edición de Revista Estadio N.º 817, Cachupín jugaba baloncesto, pero sus rivales le superaban abrumadoramente en altura, por lo tanto jugó con zancos.[8]